# Joaquín Bastús
Vicenç Joaquim o Vicente Joaquín Bastús y Carrera (Tremp, Lérida, 1794 o 1795, - Barcelona, 3 de abril de 1873), escritor, periodista, crítico teatral, cervantista, folclorista, enciclopedista, paremiólogo y pedagogo español.

## Biografía
Los franceses quemaron los libros de bautismos de la localidad leridana de su natalicio, Tremp, por lo que ha tenido que reconstruirse su año de nacimiento, con toda probabilidad 1794 o 1795, aunque hay quien dice que fue 1799. Provenía de un largo linaje de farmacéuticos que arrancaba de su bisabuelo paterno y era sobrino paterno del farmacéutico militar Antonio Bastús y Faya y de Juan Bastús y Faya, un Consejero del rey oidor de la Real Audiencia de Valencia y Presidente de su sala del crimen. También tenía un hermano pequeño, Ignacio Juan, que se licenció en medicina y cirugía en 1846. Vicente Joaquín obtuvo el título de Bachiller en Artes en 1817 y terminó en 1819 la carrera de Farmacia. En 1821 ya estaba casado con Josefa Balart, de la que tuvo al menos tres hijos: Faustino, María del Carmen y Antonia, así que no era sacerdote, como escribió Enrique Funes en su libro La declamación española (Sevilla, 1894). Interesado en materias tecnológicas, escribió diversas memorias sobre el uso del vapor, sobre la goma elástica, etcétera, e incluso propuso la creación de un periódico, El Tecnológico.
Estrenó en 1832 una comedia lacrimosa, Antonino o El mal uso del talento, única pieza teatral que compuso, bastante influida por Molière, y escribió artículos de todo tipo y también de crítica y teoría teatral de tipo neoclásico en el Diario de Barcelona, mostrándose especialmente preocupado por aumentar el realismo de las representaciones y criticando sin piedad cualquier anacronismo. En 1834 fue nombrado censor supernumerario de la provincia de Barcelona y desde 1836 lo fue de Cataluña y más adelante, en 1853, censor de teatros. Dirigió El Guardia Nacional (1835-1841), fundamental en la difusión del Romanticismo, en cuyo proyecto participaba junto con Bernardo Agustín de las Casas y Luis Ferrer, y trabajó como editor de otros diversos medios de la prensa barcelonesa. Ingresó en 1835 como miembro de la Academia de Buenas Letras de Barcelona y también fue miembro de la Academia de la Arcadia de Roma y de la Real Academia de Ciencias y Artes de Barcelona. Se consagró al estudio del Quijote publicando en 1834 unas Nuevas anotaciones al Ingenioso hidalgo don Quijote, unas mil doscientas que fueron añadidas y sumadas a las de Antonio Maldonado Ruiz a la edición de Barcelona: Lábor, 1958, reimpresa en 1962 y posteriormente, aunque su autor las tenía preparadas para la edición de Gorchs (1832), quien al final prefirió las menos abundantes de Juan Antonio Pellicer, por lo cual Bastús las imprimió aparte. En 1839 fue nombrado catedrático de declamación del Liceo de Barcelona, pero renunció al cargo, que fue asumido por José García Luna. También estudió la paremiología del idioma castellano; como pedagogo, escribió además diversas útiles diccionarios enciclopédicos (entre los cuales destaca especialmente su Diccionario histórico enciclopédico en cinco vols., 1828-1833, que es todavía útil) y un tratado de declamación y arte dramático inspirado en las obras de patognómica de Francesco Ricoboni y Johann Jakob Engel que tuvo cierto éxito y se empleó como texto de base en el Real Conservatorio de Música y Declamación de María Cristina en 1834, así como diversas obras de historia sagrada. En 1851 publicó en Barcelona su traducción en prosa de Las metamorfosis de Ovidio, provista de cuantiosas notas.

## Obras
- Antonino o El mal uso del talento, 1832.
- Diccionario de los flamantes: obra útil á todos los que la compren, por Sir Satsbú, Barcelona: J. Charta y Cª, 1829. Se trata de un diccionario paródico contra la pedantería, al estilo del Erudito a la violeta de José Cadalso.
- La sabiduría de las naciones o Los evangelios abreviados (Barcelona: Libr. de Salvador Manero, 1862-1867, tres vols.)
- Nuevas anotaciones al Ingenioso hidalgo don Quijote de la Mancha de Miguel de Cervantes Saavedra (Barcelona: Imprenta de la Viuda e hijos de Gorchs, 1834),
- Memorándum anual y perpetuo de todos los acontecimientos naturales o extraordinarios, históricos, civiles y religiosos que ocurren o de los cuales se hace mención en el curso del año: explicando el origen, la etimología, el significado y la historia de cada uno de ellos (Barcelona: Imprenta del Porvenir, a cargo de B. Bassas, 1855-1856), 2 tomos en cuatro vols.
- Nomenclátor sagrado, ó, Diccionario abreviado de todos los santos del martirologio romano y muchos otros que no están en él (Barcelona: Librería de J. Subirana, 1861)
- Diccionario histórico enciclopédico, Barcelona: Imp. de V. de D. A. Roca, 4 vols. y un V de Suplemento. Se reimprimió completa en 1833 y en 1862 (Barcelona: Alou Hermanos). 
  - I: 1828;
  - II: 1829;
  - III: 1830;
  - IV: 1831,
  - V: Suplemento: 1833.
- Suplemento al Diccionario histórico enciclopédico (Barcelona: Herederos de Agustín Roca, 1833)
- El trivio y el cuadrivio ó La nueva enciclopedia: el como, cuando y la razón de las cosas Barcelona: Imprenta de la Viuda é Hijos de Gaspar, 1862)
- Las festividades del cristianismo (Barcelona: Librería de Juan Bastinos é HIjos, 1864)
- Historia de los templarios Barcelona: Imprenta de J. Verdaguer, 1834.
- Conmemoración del Deicidio ó la Semana Santa en Jerusalén y Roma diez y nueve siglos después. Barcelona: Librería Católica de Pons y C.ª , 1860
- Tratado de Declamación ó Arte Dramático (Barcelona: herederos de D. A. Roca, 1833; se reeditó ampliado en 1848 con el título de Curso de Declamación o Arte Dramático, y esta versión se reimprimió en 1853; su última impresión corresponde a 1865. Hay ed. moderna de Guadalupe Soria Tomás y Eduardo Pérez-Rasilla, Tratado de declamación o Arte Dramático, Madrid: Fundamentos, Ensayos y Manuales RESAD, 2008.
- Origen de algunos dichos y costumbres, Barcelona, 1868.